# Eleccions regionals franceses
Les eleccions regionals franceses són eleccions que es fan simultàniament a cadascuna de les regions de França per a escollir els consellers regionals, és a dir els escons de cada Consell Regional.
Tradicionalment, el president francès canvia alguns ministres de l'Estat després del resultat de les eleccions regionals, se suposa que per a adaptar el govern central als desitjos dels francesos expressats a través de les eleccions regionals.

## Periodicitat
Les eleccions es feien cada sis anys, però a partir de 2010 aquestes es fan cada quatre anys.

## Sistema de votacions
Per a les eleccions regionals franceses es vota el president del Consell Regional en dues voltes des de l'any 2004 (de 1986 a 1998 es feien en una sola volta).
A la primera volta, els francesos voten qualsevol dels partits que es presenten. Si un partit assoleix més del 50% de vots en aquesta volta, no es fa una segona i els partits que hagin superat el 5% de vots en aquesta volta es reparteixen proporcionalment les 3/4 parts dels escons. Habitualment cap partit aconsegueix majoria absoluta a la primera volta, cas en el qual cal fer-ne una segona. Solen passar dos, de vegades tres, partits, i només alguna vegada en una regió hi ha hagut quatre partits per a la segona volta.
A la segona volta -una setmana més tard- passen, per a cada regió, tots els partits que hagin obtingut més d'un 10% de vots a la primera. Els partits que hagin obtingut més d'un 5% es poden presentar en una coalició amb un altre dels que es presenten "per dret propi" (amb més d'un 10% de vots) si ambdós partits així ho acorden. Un partit, encara que tingui un 5% de vots a la primera volta, pot decidir no presentar-se amb ningú a la segona. De la mateixa manera, cap partit està obligat a acceptar que altres partits s'aliïn amb ell. Es poden fer coalicions, sempre que almenys un dels membres de la coalició tingui almenys un 10% de vots a la primera volta i la resta almenys un 5%, de dos o més partits. Els partits amb un percentatge insuficient per a presentar-se, sols o junt amb un altre, a la segona volta, poden "recomanar" als seus votants per a quin partit dels que sí que es presenten voldrien que votin, naturalment els votants fan el que volen personalment. Un partit que no es presenta a la segona volta pot decidir no recomanar el vot dels seus simpatitzants a cap partit.
El cap de partit guanyador, amb majoria simple, de les votacions de la segona volta és el nou representant del Consell Regional. El partit guanyador de la segona volta obté, sigui quin hagi estat el seu resultat en nombre de vots o percentatge, com a "bonus", una quarta part dels escons totals del Consell Regional francès. Les altres tres quartes parts es reparteixen proporcionalment al resultat de la segona volta entre tots els partits que hi hagin obtingut més d'un 5% de vots, inclòs el partit guanyador.

## Paritat a les llistes
La llei francesa, malgrat que en general sol mostrar-se contra la discriminació positiva, obliga per llei que cada llista de candidats a les eleccions regionals tingui igual nombre de dones que d'homes.

## Tendència general dels resultats
Els tons blavosos corresponen a partits de dretes i els rosats i vermells a partits d'esquerres. El vermell a La Reunió en 2004 correspon al partit comunista reunionès. El verd correspon a partits ecologistes i el groc a partits nacionalistes regionals.
L'Alsàcia és l'única regió a la qual sempre ha guanyat la dreta mentre que el Llemosí és l'única a la qual sempre han guanyat els socialistes, bé sols o bé amb coalició amb comunistes o altres partits de l'esquerra.
Tant en 2004 com en 2010, les dues vegades que s'han fet fins ara dues voltes, hi ha hagut una menor abstenció a la segona volta que a la primera.

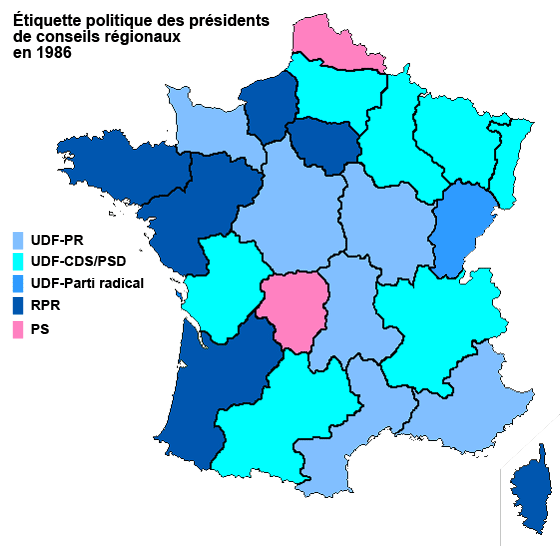
Resultat de les eleccions dels Consells Regionals en 1986
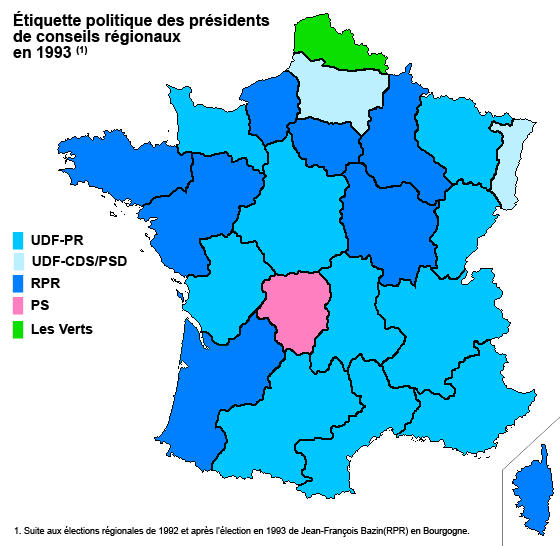
Resultat de les eleccions dels Consells Regionals en 1993
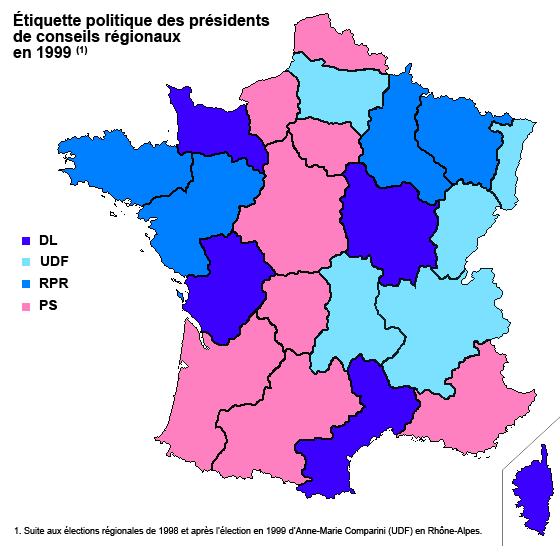
Resultat de les eleccions dels Consells Regionals en 1999
Resultat de les eleccions dels Consells Regionals en 2004
Resultat de les eleccions dels Consells Regionals en 2010